# Свети Дух (Блоке)
Свети Дух (словен. Sveti Duh) је насељено место у општини Блоке, Приморско-нотрањска регија, Словенија.

## Историја
До територијалне реорганизације у Словенији био је у саставу старе општине Церкница.

## Становништво
У попису становништва из 2011. године, Свети Дух је имао 20 становника.
| Број становника према пописима | Број становника према пописима | Број становника према пописима |
| ------------------------------ | ------------------------------ | ------------------------------ |
| 1991                           | 2002                           | 2011                           |
| 17                             | 15                             | 20                             |

Напомена: Од 1955. до 1989. године исказивано под именом Крајич, када му враћа старо име Свети Дух. До пописа из 1991. године званично се исказива под именом Крајич.